# Důl Jan (Otvovice)
Důl Jan, v němž byla ukončena těžba v roce 1965, byl jedním z historických černouhelných dolů v Otvovickém údolí. Areál bývalého dolu se nachází na levém břehu Zákolanského potoka na hranici katastrálního území obcí Zákolany a Otvovice v okrese Kladno ve Středočeském kraji.

## Geologická charakteristika lokality
Z hlediska geologické charakteristiky černouhelné ložisko v Otvovickém údolí přináleží do karbonu, středočeského a západočeského mladšího paleozoika radnické vrstvy s hlavní 2,5 m mocnou slojí vestfálského kladenského souvrství. Na uhelnou sloj nasedají slepence, složené převážně z křemičitých, v menší míře z buližníkových valounků o velikosti kolem 5 cm. V jílovcových horninách se hojně vyskytují otisky karbonské flóry. Přírodní památky Otvovická skála a Minická skála, které se nacházejí v dané lokalitě, jsou proterozoického, tj. starohorního stáří.

## Historie
Oblast v prostoru Otvovického údolí mezi Otvovicemi a Minicemi byla kolébkou slávy kladenských černouhelných dolů. První záznamy o rozsáhlejším důlním podnikání v Otvovickém údolí jsou z roku 1720, avšak uhlí se zde těžilo pravděpodobně již v 17. století – například existují písemné doklady z roku 1688 o tzv. selském dolování uhlí v okolí vsi Mikovice.
V nejstarších dobách se uhlí těžilo značně primitivním způsobem – do svahů byly v uhelné sloji, která zde vycházela na povrch, raženy štoly, mírně stoupající od ústí vzhůru. Nakopané uhlí bylo vyváženo kolečky a tříděno u ústí štol. Dle záznamů v roce 1756 začali majitelé zvoleněveského panství hledat možnosti rozšíření těžby v severní části otvovického revíru. V té době byly otvovické doly již největšími uhelnými doly ve středních Čechách. Uhlí se používalo k topení v domácnostech a v místních cihelnách a sklárnách.
Celkem bývalo v okolí Otvovic 6 dolů jámových a 41 štol, kterými byla nafárána výchozová liniie uhelné sloje.  Mezi historicky poslední díla patřila jáma Emilie – Isabela, uzavřená v roce 1921. Za nejvýznamnější lze považovat štolu Jan a štolu Felix dolu Jan, kde byla ukončena těžba až v roce 1965. Ze štoly Felix během její největší produkce byly dodávány čtyři vagony uhlí denně. V prostoru poblíž bývalého dolu Jan jsou lokalizovány četné další historické štoly, vesměs z 19. století: štola František Xaverský, štola Aloisie, zvaná též Záduška, jáma Alžběta, dále štoly Moritz, Albrecht, Marie, Tomáš, Václav, Lorenz, Alexis, Mikuláš, Leopold, Amálie, Štěpán, Rosalie, Wilhelmia, Boží požehnání a Všemohoucnost boží. Další důlní díla se nacházela v areálu sklárny a v prostoru mezi sklárnou a kostelem sv. Prokopa v Otvovicích.
Areál dolu Jan byl později přeměněn na skladové prostory a portál štoly Felix byl zlikvidován zásypem a betonovou zátkou. Nejvýraznějším svědectvím o zdejší těžbě je velká halda, která se nachází ve stráni nad areálem bývalého dolu.

## Mineralogická lokalita
Halda ve svahu nad dolem Jan je vyhledávanou mineralogickou lokalitou. Mezi nejznámější nálezy patří až několik centimetrů velké, dobře vyvinuté krystaly pyritu, zarostlé v pelosideritových konkrecích. V materiálu na haldě se velmi hojně vyskytují otisky zkamenělých částí lepidodendronů, přesliček a kapradin karbonského stáří.

## Fotogalerie

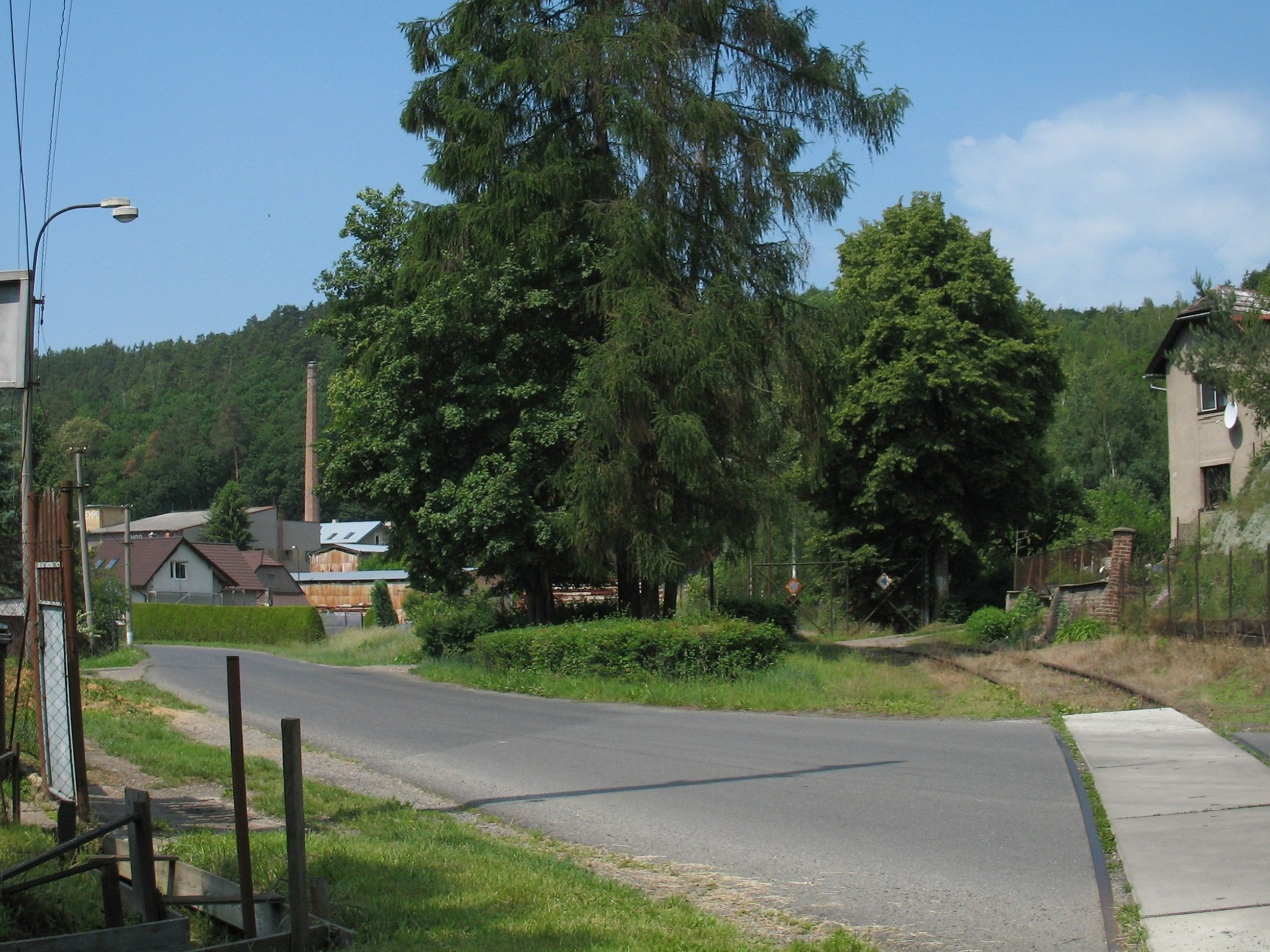
Areál bývalého dolu Jan u silnice ze Zákolan do Otvovic
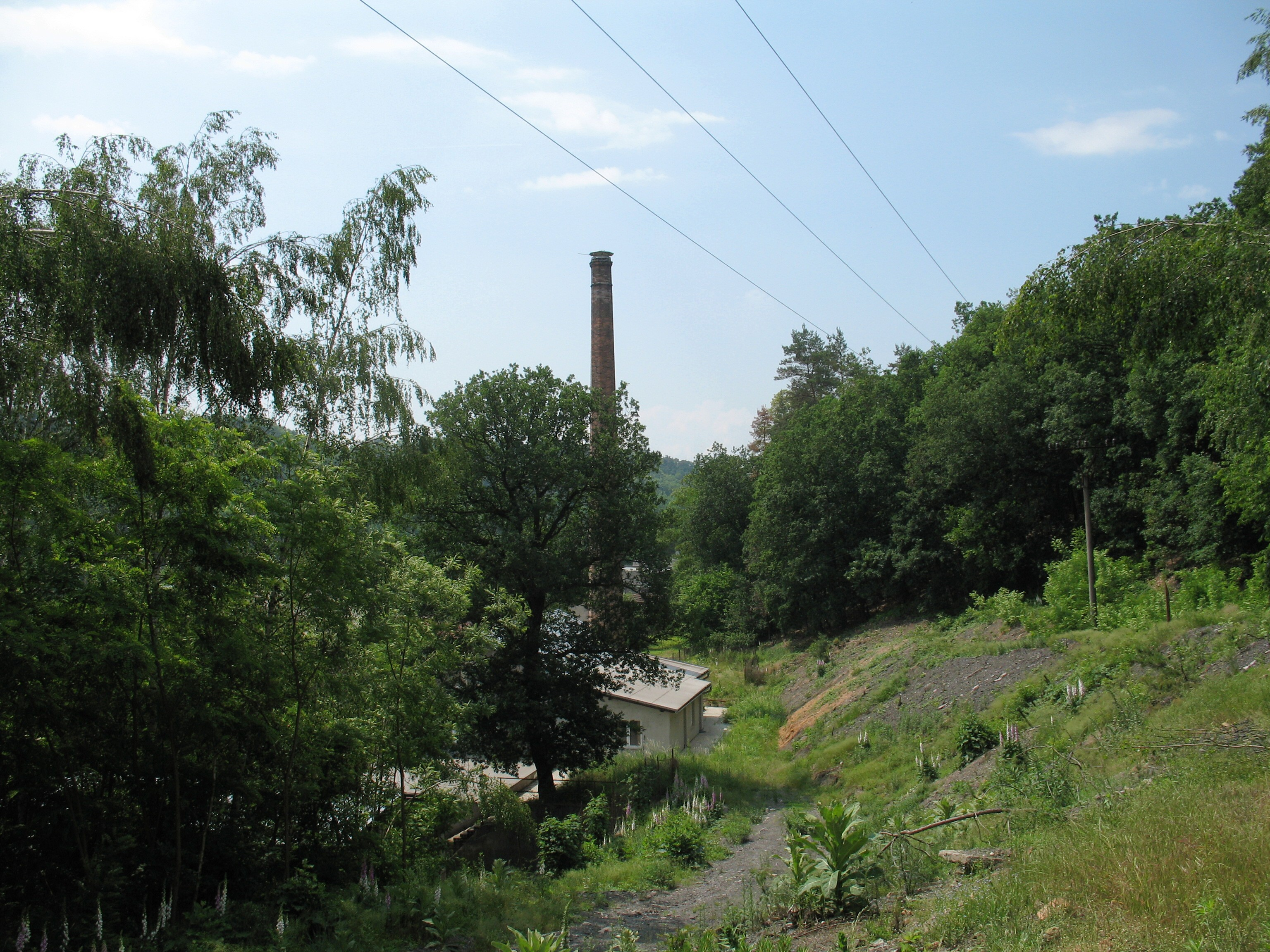
Cesta od haldy k dolu Jan
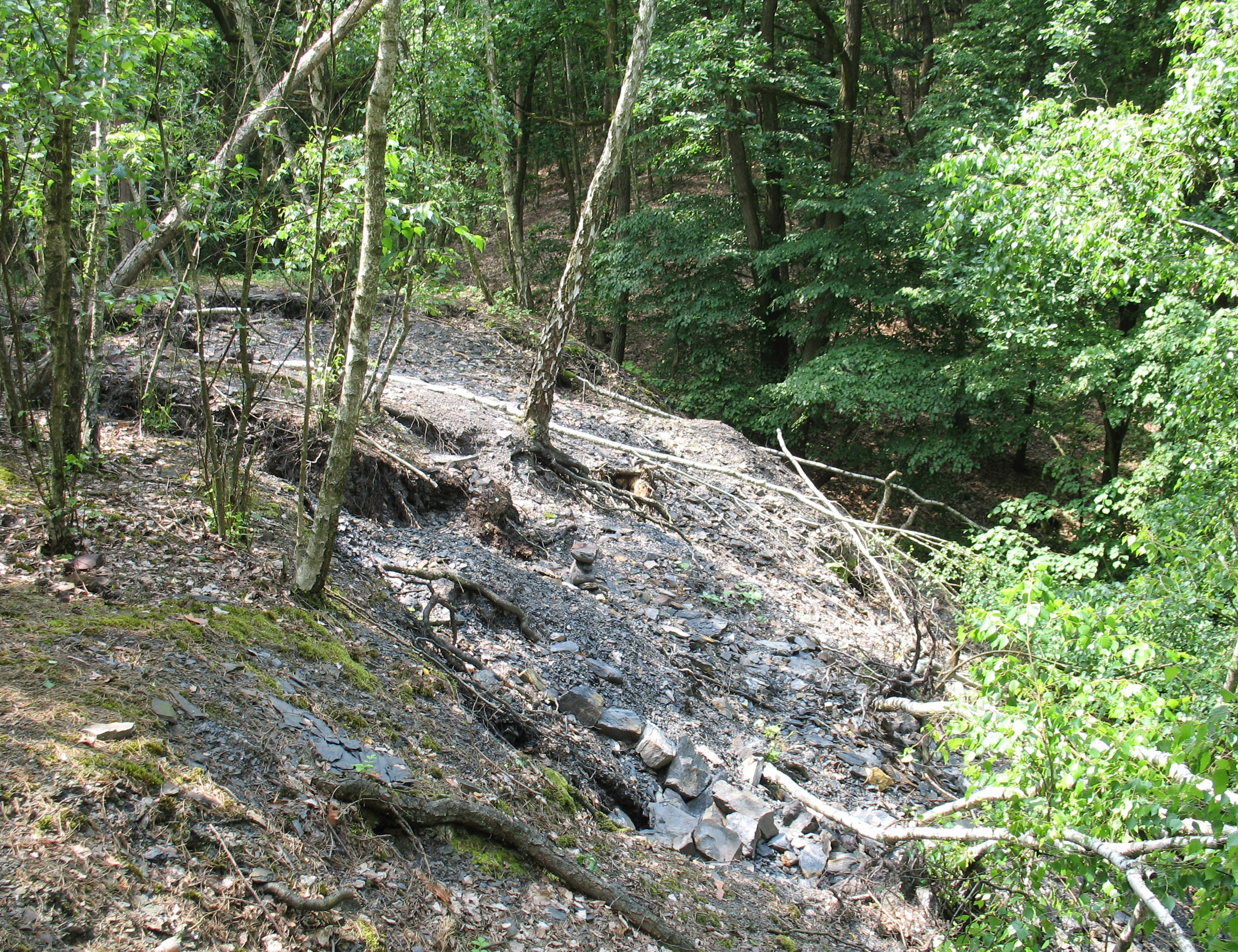
Výkopy hledačů minerálů v horní části haldy
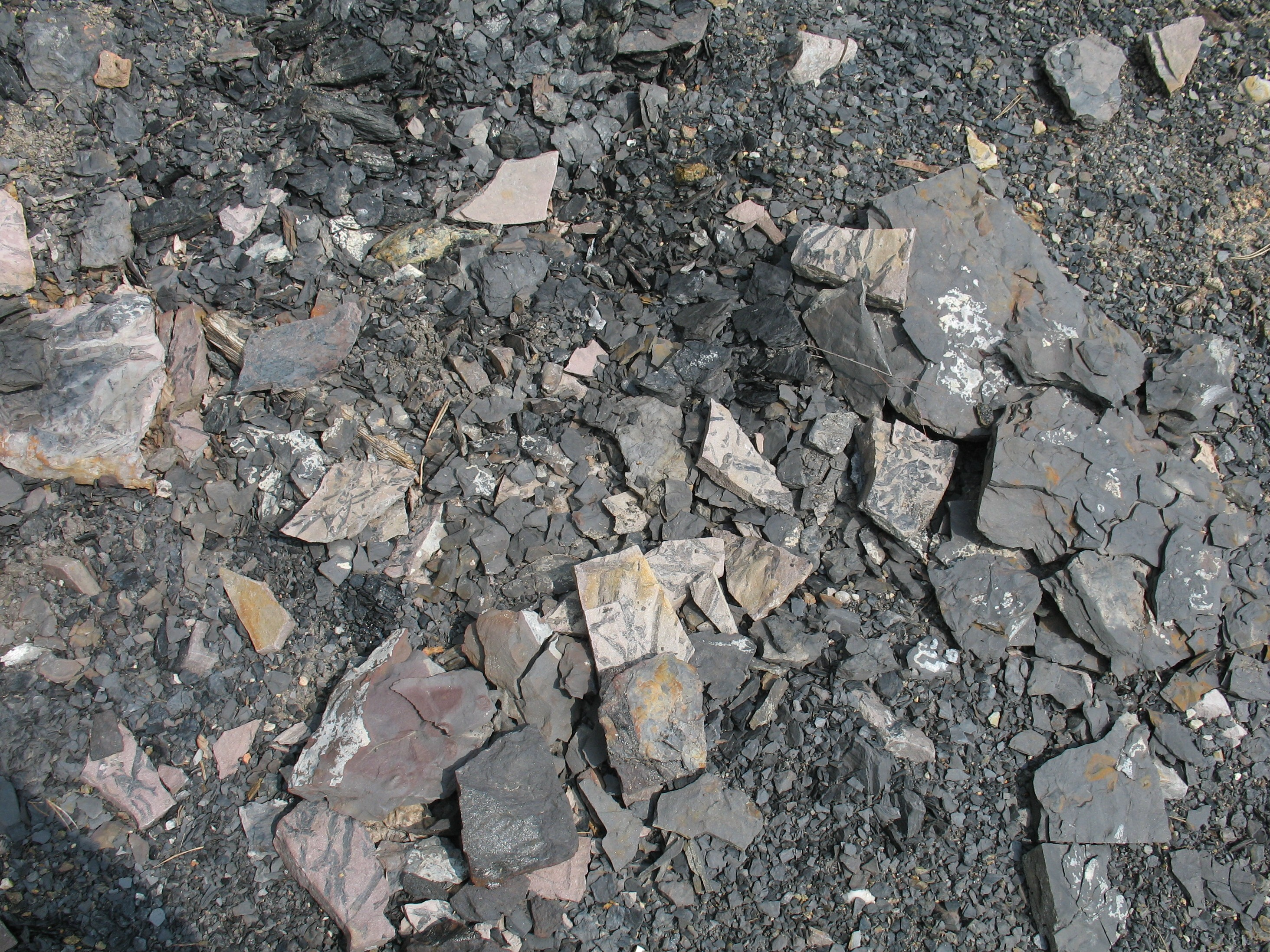
Zkameněliny karbonské flóry
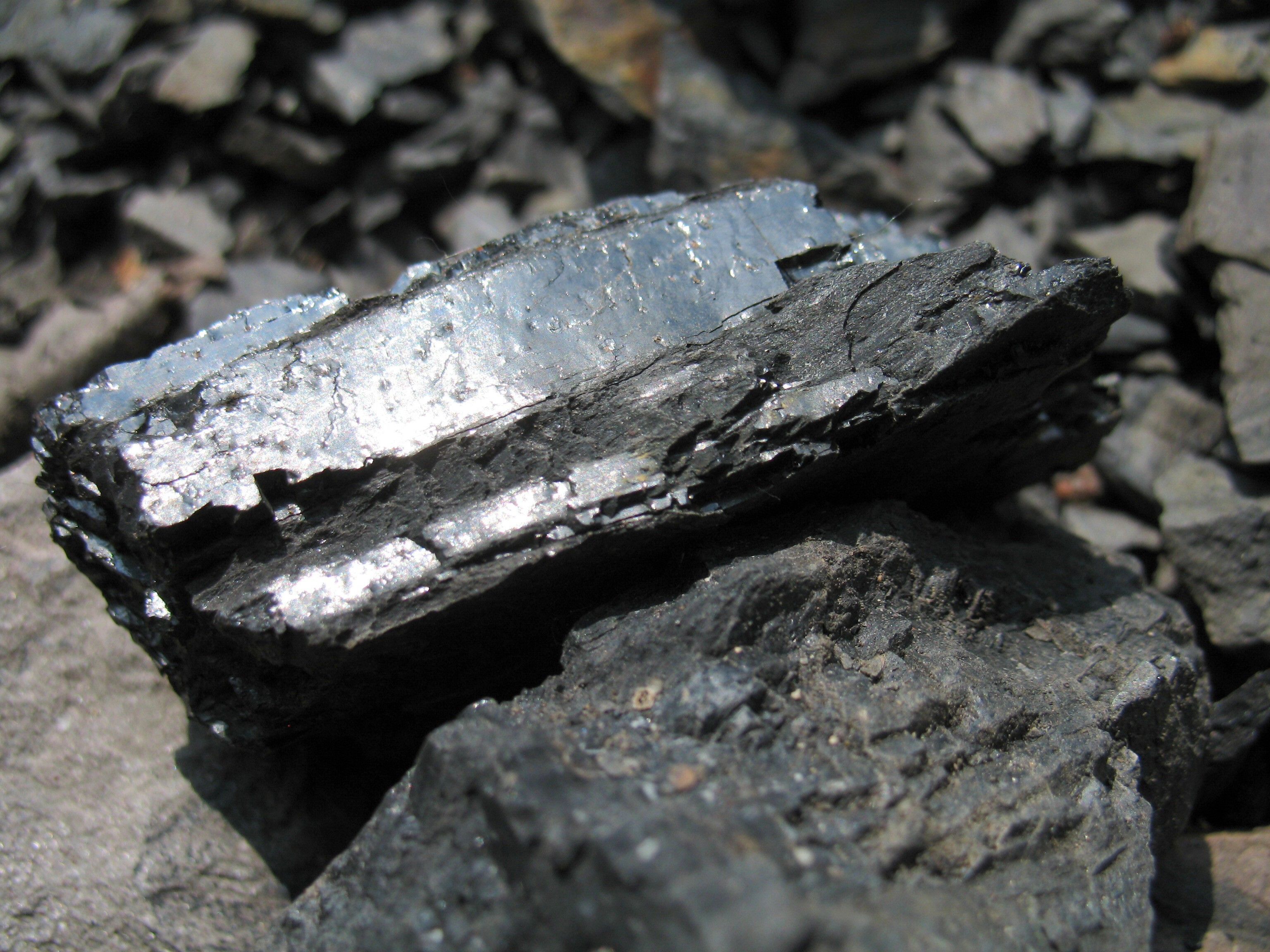
Černé uhlí z dolu Jan
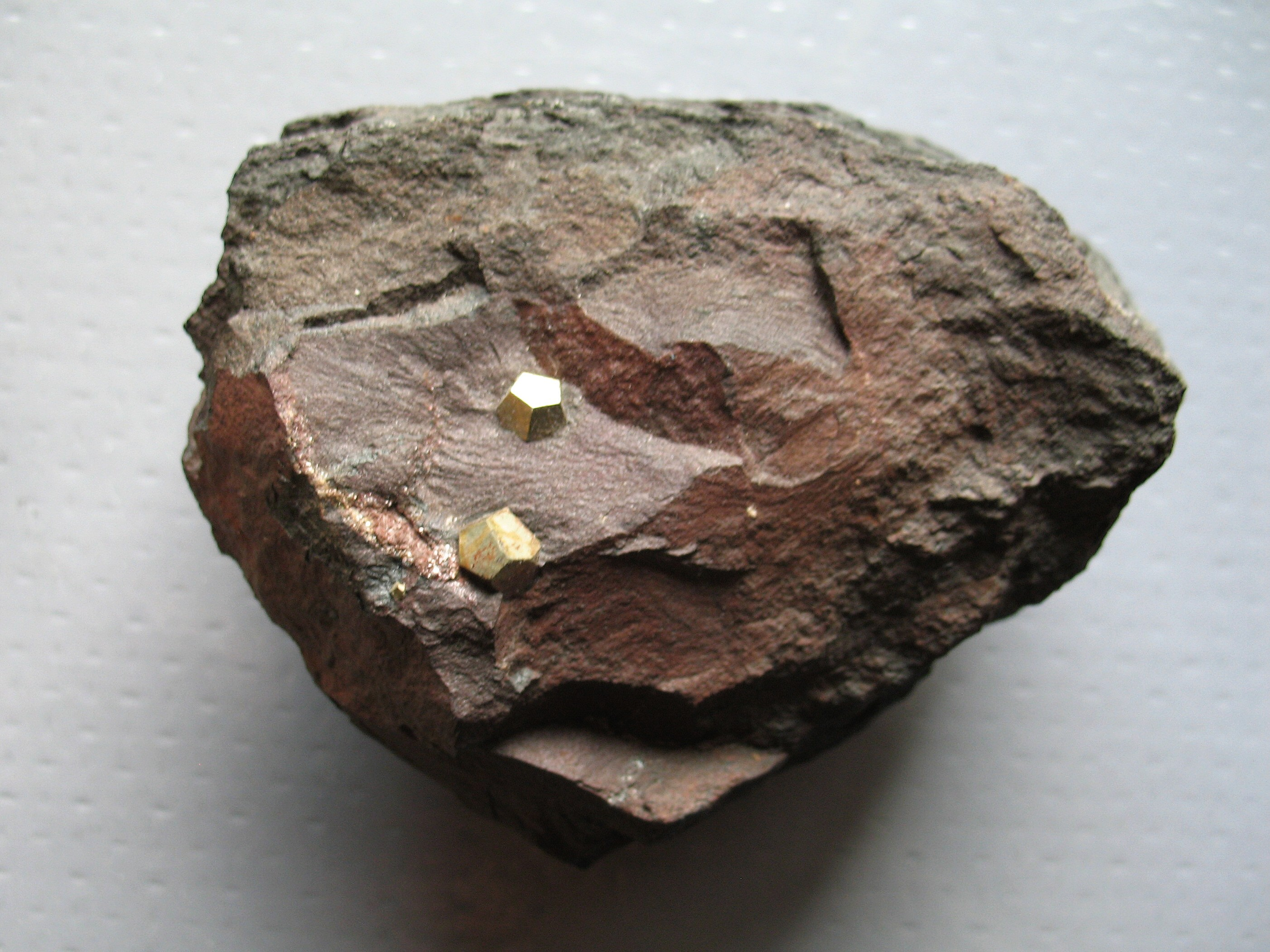
Pyrit z Otvovic, velikost krystalů cca 1 cm